# Hüseyin Saygun
Hüseyin Saygun, né le 1er janvier 1920 à Constantinople et mort le 31 mars 1993 dans la même ville, est un footballeur puis entraîneur international turc. Il évoluait au poste d'attaquant.

## Biographie
Il reçoit sa première sélection en équipe nationale le 23 avril 1948 en amical contre la Grèce, et sa dernière le 14 novembre 1951 contre la Suède, toujours en amical.
Avec la sélection turque, il participe aux Jeux olympiques de 1948. Lors du tournoi olympique, il joue deux matchs et inscrit un but contre la Chine. La Turquie est éliminée au stade des quarts de finale.
Il est également joueur et entraîneur du Beşiktaş JK.